# Chiesa della Purissima
La chiesa della Purissima (titolo della Beata Vergine Maria), è una chiesa della città di Cagliari, sita nella via Lamarmora, a pochi passi dalla piazza Indipendenza, quartiere Castello, nel centro storico.

## Storia
La Purissima venne edificata, insieme all'attiguo convento, nel 1554, per volere di una nobildonna cagliaritana, sopra una preesistente chiesa, dedicata a sant'Elisabetta.
La chiesa è stata riaperta dopo un restauro seguito dall'ufficio Beni culturali del Comune di Cagliari nel maggio 2012, in occasione della manifestazione Monumenti Aperti

## Descrizione

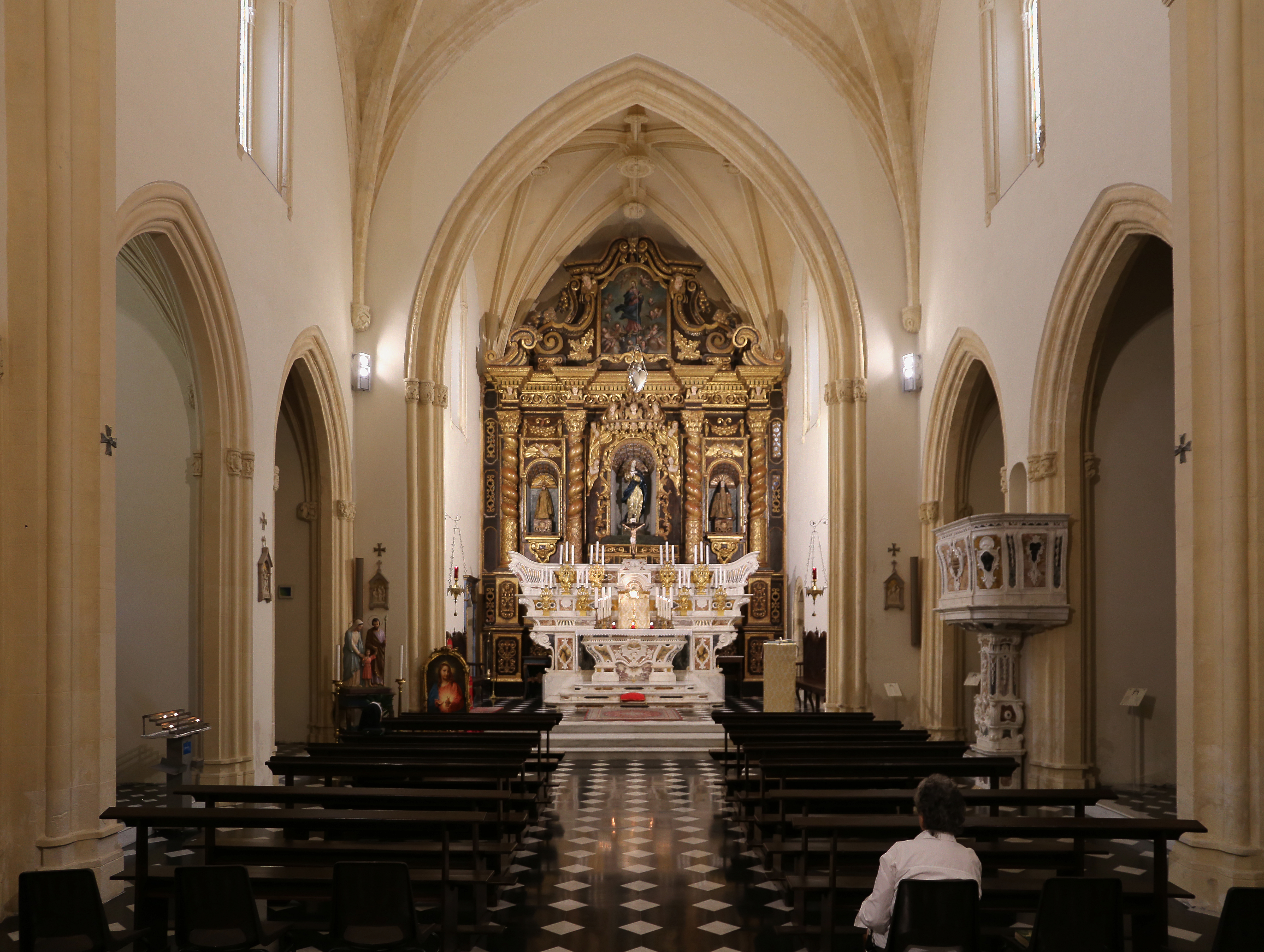
Interno

L'edificio sacro si presenta nell'originario stile gotico catalano, che ne caratterizza principalmente l'interno. La chiesa è priva di facciata frontale, l'ingresso si apre sul lato che si affaccia in via Lamarmora.
Si accede al tempio, superato un alto portico voltato a botte, attraverso un portale gotico.
L'interno, suggestivo, è costituito da navata unica suddivisa in due campate, voltate a semplice crociera gotica. Su ciascuna campata si aprono le cappelle laterali, una per lato nella prima campata, due per lato nella seconda; queste e il presbiterio, hanno pianta rettangolare e le volte sono a crociera gotica stellata, diverse per complessità delle volte della navata; questo tipo di crociera è detta stellata perché i costoloni si incrociano in modo tale da formare una stella, più o meno complessa. Questo elemento architettonico, tipico di molti edifici religiosi dell'Isola del periodo tra il XIV e il XVII secolo, fu introdotto in Sardegna durante la dominazione Spagnola.

### Opere d'arte

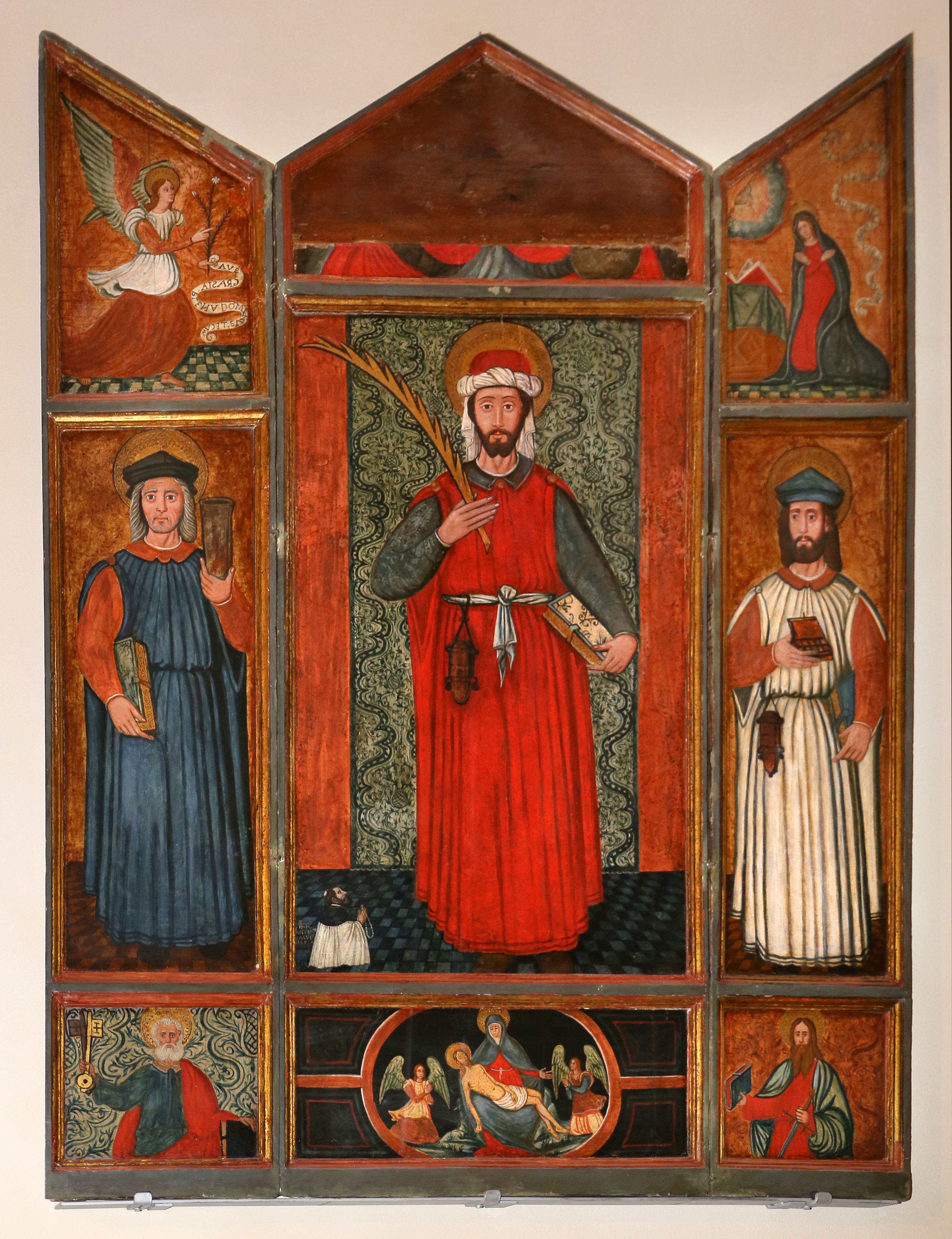
Polittico dei santi Cosma e Damiano

Fanno parte del patrimonio artistico della chiesa alcune interessanti opere, tra cui:
- un Crocifisso ligneo a grandezza naturale, del XVI secolo;
- il polittico raffigurante i santi Cosma e Damiano, attribuito al pittore sardo Antioco Casula e la tavola dipinta da Lorenzo Cavaro, raffigurante san Girolamo, opere pittoriche del XVI secolo;
- il fastoso Altare Maggiore ligneo, in stile barocco, dell'inizio del XVIII secolo;
- il pulpito, in marmi policromi e l'organo, con la cassa in legno decorata da fregi dorati, costruito dal maestro napoletano Carlo Mancini nel 1758.